# Bläcktärnsjön
Bläcktärnsjön är en sjö i Gävle kommun i Gästrikland och ingår i Gavleån-Dalälvens kustområde. Sjön har en area på 0,0277 kvadratkilometer och ligger 38 meter över havet. Bläcktärnsjön ligger i Bläcktärnsjön Natura 2000-område.

## Delavrinningsområde
Bläcktärnsjön ingår i det delavrinningsområde (671644-158081) som SMHI kallar för Utloppet av Bläcktärnsjön. Medelhöjden är 40 meter över havet och ytan är 0,12 kvadratkilometer. Det finns inga avrinningsområden uppströms utan avrinningsområdet är högsta punkten. Vattendraget som avvattnar avrinningsområdet har biflödesordning 3, vilket innebär att vattnet flödar genom totalt 3 vattendrag innan det når havet efter 15 kilometer. Avrinningsområdet består mestadels av skog (100 procent).